# Cepora lichenosa
Cepora lichenosa is een vlindersoort uit de familie van de Pieridae (witjes), onderfamilie Pierinae.
Cepora lichenosa werd in 1877 beschreven door Moore.